# SEAT 132
De SEAT 132 is een personenauto die tussen 1973 en 1982 werd geproduceerd door de Spaanse autofabrikant SEAT, in licentie van het moederbedrijf FIAT.

## Geschiedenis
De SEAT 132 was een vierdeurs sedan met achterwielaandrijving in de middenklasse. Met de 132 verving SEAT de 1500. De carrosserievorm komt overeen met die van de Fiat 132, de SEAT 132 verscheen echter pas in mei 1973 in Spanje met andere motoren: De 1600 had een 4-cilinder lijnmotor met 1592 cc en 72 kW (98 pk), de 1800 had 1756 cc en 79 kW (107 pk).
De SEAT 132 Diesel had - net als eerder de SEAT 1500 Diesel 2000 - een Mercedes-Benz-dieselmotor met twee liter cilinderinhoud en 40 kW (55 pk), overeenkomstig met de Mercedes 200 D), later met een cilinderinhoud van 2,2 liter met 44 kW (60 pk) van de Mercedes 220 D.
Vanaf 1979 was er de SEAT 132 2000 met een cilinderinhoud van 1930 cc en 80 kW (109 pk).
In het begin van de jaren tachtig vonden uitgebreide besprekingen plaats tussen de grootste aandeelhouder van SEAT, de Spaanse overheid, en Fiat. SEAT had behoefte aan grote kapitaalinvesteringen waartoe Fiat niet bereid was. De uitkomst, tegen 1982, was een einde aan de bijna 30-jarige relatie met Fiat. In 1981 was Fiat inmiddels overgeschakeld op hun nieuwe Argenta-model, waarop de productie van de SEAT 132 werd stopgezet nadat ongeveer 108.725 exemplaren waren geproduceerd. In deze klasse werd door SEAT geen directe vervanging aangeboden voor de 132. De SEAT Exeo kan echter worden gezien als een late vervanging.

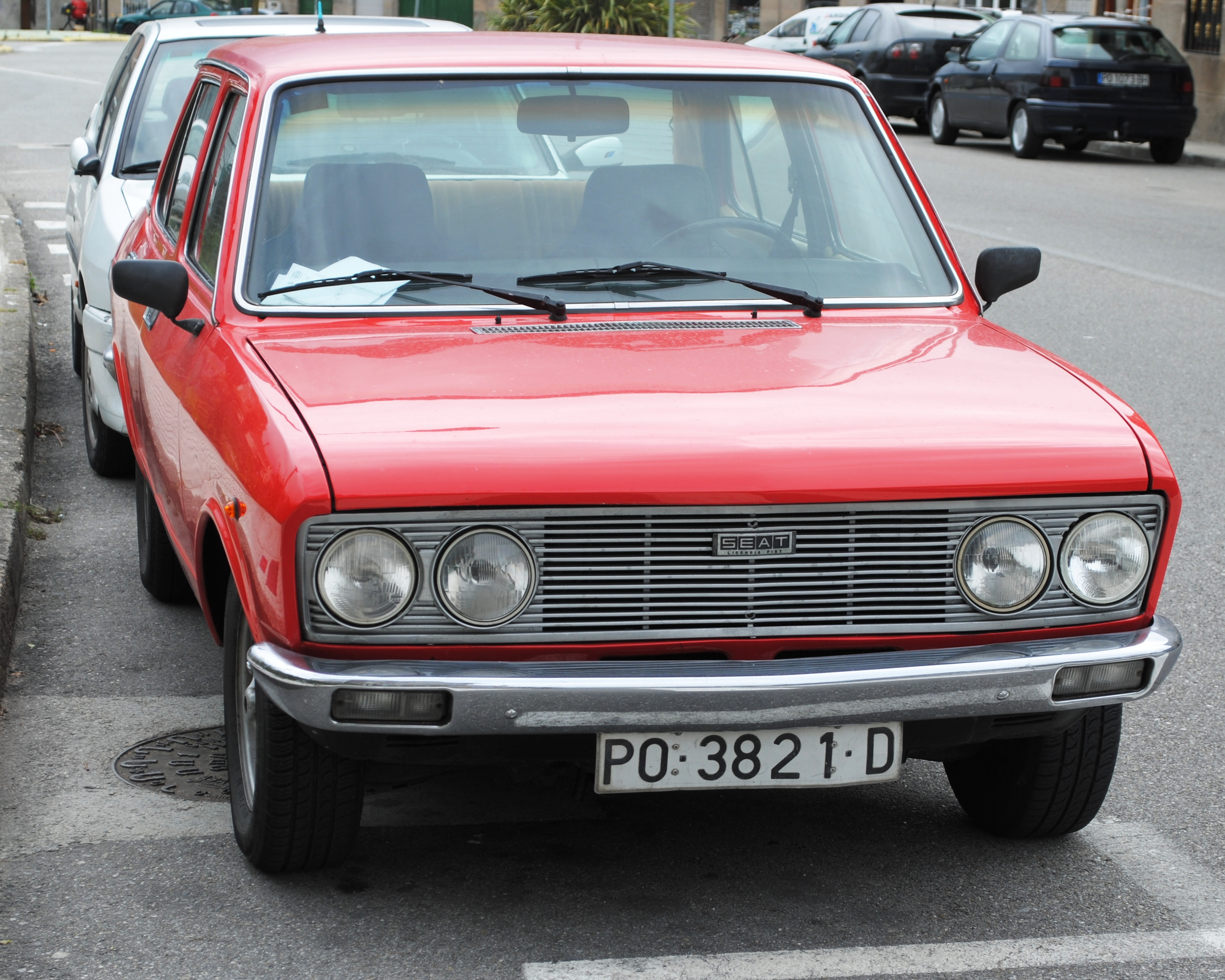
SEAT 132 van 1974
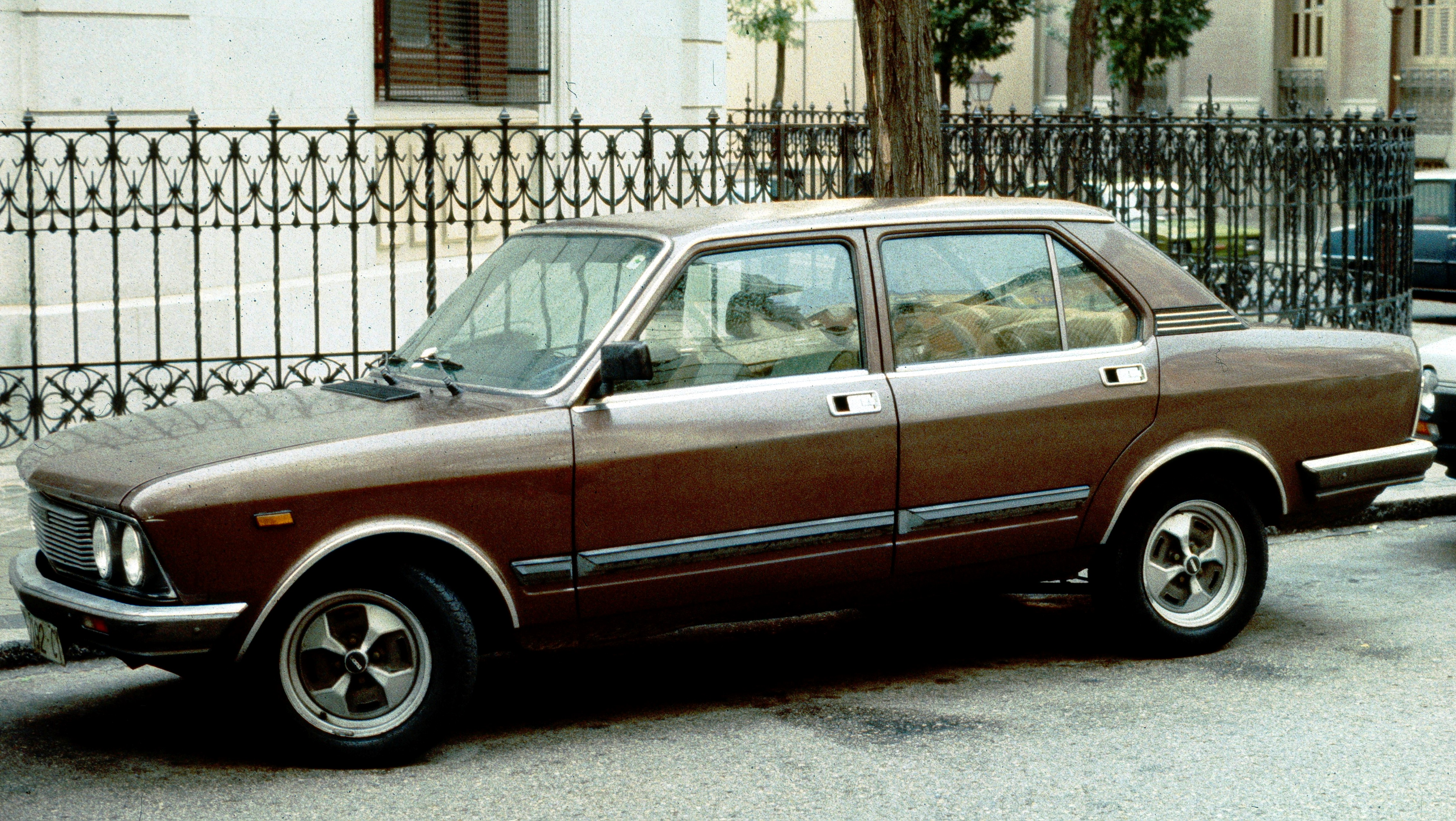
SEAT 132 2000

Huidige modellen:
Ibiza · 
Arona ·
Leon ·  
Ateca ·
Tarraco
Oudere modellen:
600 · 
850 · 
1200 · 
1400 · 
1430 · 
1500 · 
124 · 
127 · 
128 · 
131 · 
132 · 
133 · 
Ritmo · 
Ronda · 
Fura · 
Málaga · 
Panda · 
Marbella · 
Terra · 
Inca · 
Arosa · 
Córdoba · 
Toledo · 
Altea (XL) · 
Exeo · 
Alhambra ·
Mii